# 上海总工会第四办事处旧址
31°15′12″N 121°25′51″E / 31.25327°N 121.43078°E
上海总工会第四办事处旧址，也称上海总工会第四办事处遗址，原位于上海市普陀区宜川路街道潘家湾路三德里227弄19-22号，今已不存。

## 沿革
1922年，共有砖木结构的平房5排40间，占地3.19亩，原属大德油厂所有，后转卖给信丰洋行经营出租。1925年初，沪西工友俱乐部由安远路迁此，5月31日上海总工会成立，在杨树浦、引翔港、浦东、虹镇、沪西分别设立办事处，沪西办事处设于此，改称第四办事处，主任刘华，副主任陶静轩。1927年四一二政变后被查封。1925年5月，顾正红去世后曾停尸于此，成为追悼集会场所。
纪念场所移建于远景路801号中远实验学校内，塑五卅运动浮雕纪并立碑纪念。1977年12月，上海总工会第四办事处遗址被公布为上海市级革命纪念地、上海市文物保护单位。1989年9月，被公布为第一批革命纪念地。